# Sharp LH-0080

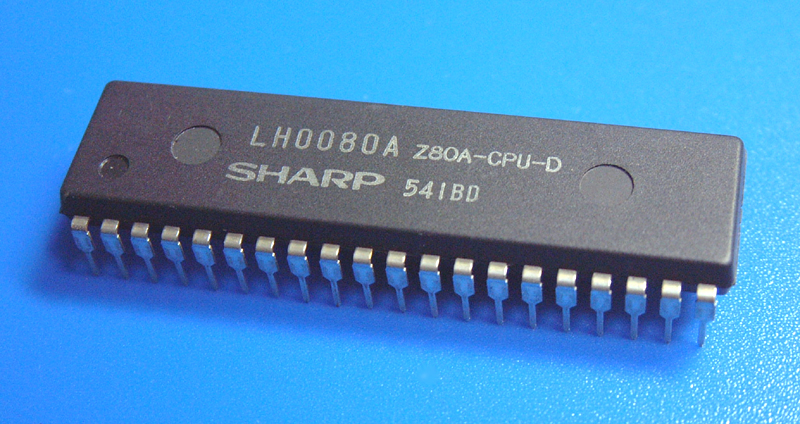
Sharp LH0080A, clon del Z80A

El Sharp LH-0080 es un microprocesador fabricado y distribuido por Sharp Corporation. Es completamente compatible con el original Zilog Z80 NMOS. Se utilizó principalmente en ordenadores domésticos fabricados en Japón y en los ordenadores personales de Sharp y otros fabricantes. Una lista incompleta de equipos que incorporaban, en toda la producción o en parte de ella, el Sharp LH-0080 es :
- HotBit HB-8000
- Sony HB-55
- Sharp MZ-700

- Datos: Q1924525